# Matthew Gravelle
Matthew Ian Gravelle (* 24. September 1976 in Porthcawl) ist ein walisischer Schauspieler und Synchronsprecher.

## Leben
Gravelle ist Absolvent der Newport Film School. Seine erste Rolle hatte er 2000 in einer Episode der Fernsehserie The Scarlet Pimpernel. 2007 wirkte er als Lyn Edwards in sechs Episoden der Fernsehserie Y Pris mit. 2010 hatte er eine Rolle als Steffan Watkins in fünf Episoden der Fernsehserie Pen Talar. 2011 folgte eine Besetzung in der Fernsehserie Baker Boys. Von 2013 bis 2017 spielte er in insgesamt 18 Episoden der Fernsehserie Broadchurch die Rolle des Joe Miller. 2014 war er im Spielfilm Son of God zu sehen. Er spielte die Rolle des Harri in 16 Episoden der Fernsehserie Byw Celwydd von 2016 bis 2017. 2017 hatte er eine Rolle als Terry Price in der Fernsehserie Keeping Faith. Seit 2019 ist er in der Prime Video-Serie The Widow als Joshua Peake zu sehen.
Gravelle ist seit 1999 mit der Schauspielerin Mali Harries verheiratet. Das Paar hat zwei Kinder.

## Filmografie

### Schauspieler
- 2000: The Scarlet Pimpernel (Fernsehserie, Episode 2x02)
- 2001: Hearts and Bones (Fernsehserie, Episode 2x05)
- 2003: Holby City (Fernsehserie, Episode 5x52)
- 2005: Con Passionate (Fernsehserie)
- 2005: Love Soup (Fernsehserie, Episode 1x04)
- 2006: Casualty (Fernsehserie, Episode 21x04)
- 2006: Caerdydd (Fernsehserie, 2 Episoden)
- 2007: Torchwood (Fernsehserie, Episode 1x13)
- 2007: Judge John Deed (Fernsehserie, 2 Episoden)
- 2007: The Mark of Cain
- 2007: Y Pris (Fernsehserie, 6 Episoden)
- 2008: High Hopes (Fernsehserie, Episode 6x04)
- 2009: Collision (Mini-Fernsehserie, Episode 1x03)
- 2010: Patagonia
- 2010: All Shook Up! (Fernsehserie)
- 2010: Pen Talar (Fernsehserie, 5 Episoden)
- 2011: Baker Boys (Fernsehserie, 6 Episoden)
- 2013: Die Bibel (The Bible) (Mini-Fernsehserie, 3 Episoden)
- 2013: Inspector Mathias – Mord in Wales (Y Gwyll) (Fernsehserie, Episode 1x03)
- 2013: Reit Tu Ôl i Ti (Fernsehfilm)
- 2013–2017: Broadchurch (Fernsehserie, 18 Episoden)
- 2014: Son of God
- 2014: 35 Diwrnod (Fernsehserie, 8 Episoden)
- 2014: Rosemary’s Baby (Mini-Fernsehserie, Episode 1x02)
- 2016: Ordinary Lies (Fernsehserie, Episode 2x06)
- 2016–2017: Byw Celwydd (Fernsehserie, 16 Episoden)
- 2017: Run for Your Life (Fernsehserie)
- 2017: Keeping Faith (Fernsehserie, 8 Episoden)
- 2018: Doctor Who (Fernsehserie, Episode 11x07)
- 2018: Morfydd (Fernsehfilm)
- 2018: Pluen Eira (Fernsehfilm)
- 2019: Carnival Row (Fernsehserie, Episode 1x01)
- 2019: The Accident (Fernsehserie, Episode 1x03)
- 2019: The Widow (Fernsehserie, 6 Episoden)
- 2021: Manhunt: Auf der Jagd nach dem Hammermörder (Manhunt, Fernsehmehrteiler)
- 2022: Silent Witness (Fernsehserie, 6 Episoden)

### Synchronsprecher
- 2011: Ni no Kuni: Wrath of the White Witch (Videospiel)
- 2013: Company of Heroes 2 (Videospiel)
- 2013: Ben and James Versus the Arabian Desert (Fernsehserie, 2 Episoden, Erzähler)
- 2014: Dragon Age: Inquisition (Videospiel)
- 2015: Doragon kuesuto hîrôzu: Yamiryuu to sekaiju no shiro (Videospiel)
- 2015: 24 Hours a Day, 365 Days a Year (Kurzfilm, Erzähler)
- 2015: Dragon Age: Inquisition – Trespasser (Videospiel)
- 2015: The Witcher 3: Wild Hunt – Hearts of Stone (Videospiel)
- 2016: Hitman (Videospiel)
- 2016: Dragon Quest Heroes II (Videospiel)
- 2017: Doragon kuesuto XI: Sugisarishi toki o motomete (Videospiel)
- 2017: Zenobureido 2 (Videospiel)
- 2018: Ni no Kuni II: Revenant Kingdom (Videospiel)
- 2018: Forza Horizon 4 (Videospiel)
- 2018: Wojna krwi: Wiedzminskie opowiesc (Videospiel)
- 2018: Hitman 2 (Videospiel)
- 2019: Anthem (Videospiel)